# Ioan Pop
Ioan Pop (né le 24 octobre 1954) est un escrimeur roumain. Il a participé aux Jeux olympiques d'été de 1976, aux Jeux olympiques d'été de 1980 et aux Jeux olympiques d'été de 1984. Lors des Jeux olympiques de 1976 et de 1984, il a remporté la médaille de bronze dans l'épreuve du sabre par équipe.

## Palmarès

### Jeux olympiques
- Jeux olympiques de 1976 à Montréal,  Canada
  -  Médaille de bronze.
- Jeux olympiques de 1984 à Los Angeles,  États-Unis
  -  Médaille de bronze.